# Saint-Eugène (Saône-et-Loire)
Saint-Eugène é uma comuna francesa na região administrativa de Borgonha-Franco-Condado, no departamento Saône-et-Loire. Estende-se por uma área de 34,33 km². Em 2010 a comuna tinha 164 habitantes (densidade: 4,8 hab./km²).